# Agalychnis callidryas
La rana verde de ojos rojos o rana de ojos rojos (Agalychnis callidryas) es una especie de anfibio anuro de la familia de Hylidae, que habita desde la parte oriental de Honduras hasta el noroeste de Colombia. Su nombre proviene del griego (aga) que significan "lleno de", (lychnos) "brillante" y el nombre de especie hace referencia a (kallos) "belleza" y (dryas) "ninfa de árbol". Lo más notable son sus grandes ojos rojos con pupila vertical. Como adultos llegan a tener colores brillantes sobre todo su cuerpo. Predomina el verde, pero usualmente presentan otros colores como azul o amarillo. Las patas delanteras presentan un azul brillante, mientras que las traseras son rojas o anaranjadas. La coloración de esta rana es muy llamativa. El macho es más pequeño que la hembra: 56 mm y la hembra 71 mm. Son de hábitos nocturnos y arborícolas.
La rana verde de ojos rojos se alimenta primordialmente de insectos. Entre sus depredadores se pueden nombrar las aves, murciélagos y serpientes. Su piel contiene toxinas, pero no son muy poderosas.
Hasta hace poco, las poblaciones distribuidas desde el sur de México hasta la parte occidental de Honduras eran catalogadas dentro de esta especie. Sin embargo, en 2019 se publicó un estudio por los investigadores James R. McCranie, Javier Sunyer y José G. Martínez Fonseca, en donde han propuesto, con base a características morfológicas y de biogeografía,  que dichos organismos representarían una especie completamente diferente. Por ende, se recuperaría la especie Agalychnis taylori (Funkhouser, 1957), quien hasta el momento se consideraba un sinónimo más moderno de A. callidryas.

## Hábitat

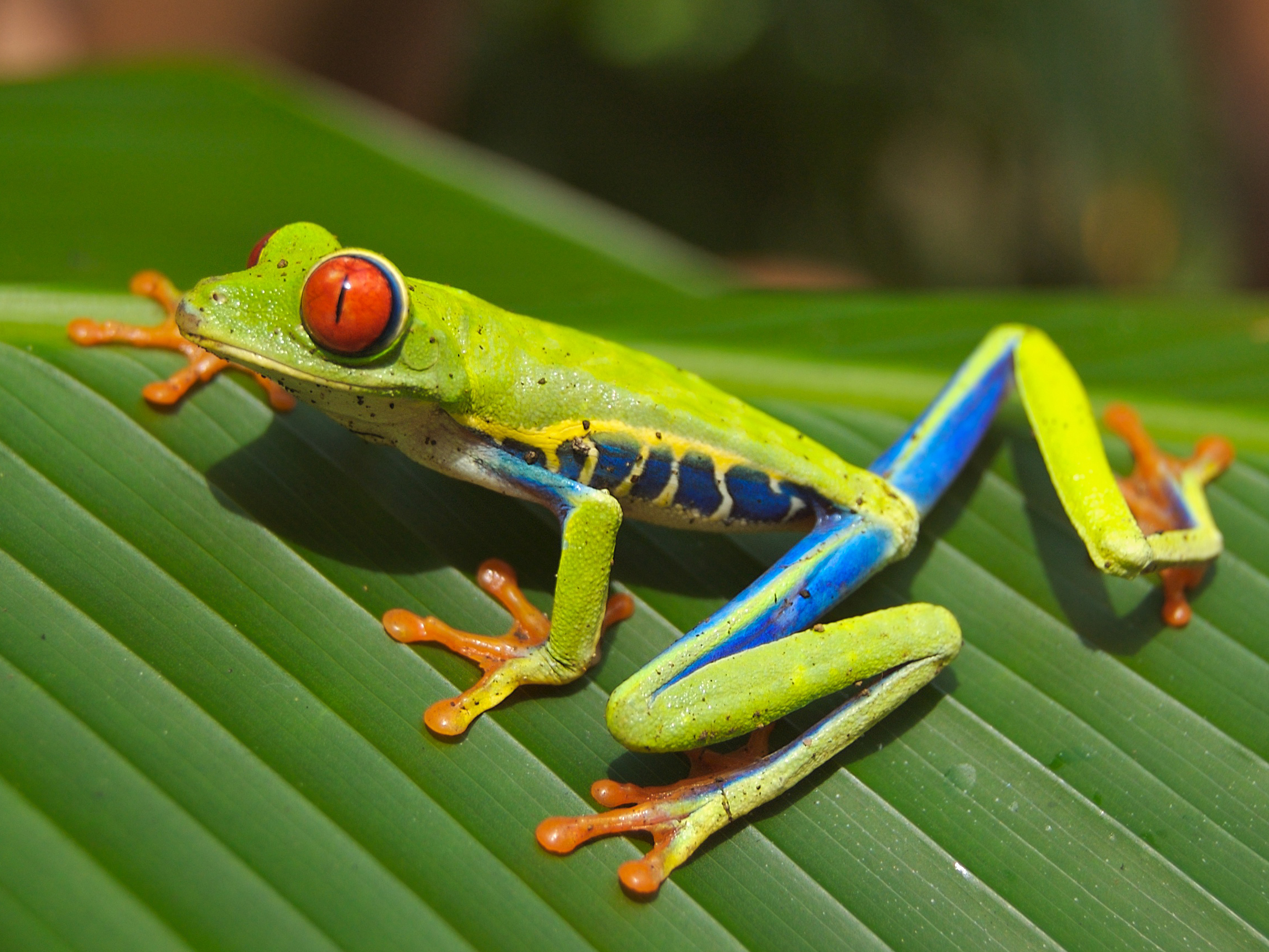
Espécimen mostrando sus colores brillantes.

Prefieren tierras bajas húmedas de los bosques lluviosos, en áreas cercanas a cuerpos de agua. Se han descubierto incompatibilidades genéticas entre individuos de diferentes regiones geográficas dentro del mismo país de origen, por lo que pese a su gran parecido morfológico se empieza a dudar de que todas pertenezcan a la misma especie.
Las ranas arborícolas depositan los huevos en la vegetación que cuelga encima del agua. Es un comportamiento reproductivo curioso y cuando llega el momento de la eclosión, la cubierta de los huevos se va deshaciendo y los renacuajos resbalan por la hoja y caen al agua donde llevan una vida como cualquier larva de anuro.

## Conservación
Esta especie no está considerada como especie en peligro; sin embargo, el estado de su hábitat es preocupante. El calentamiento global, la contaminación, la deforestación y los cambios atmosféricos han provocado serios daños en los bosques. Conforme disminuye el bosque disminuyen sus individuos, entre ellas las ranas verdes de ojos rojos, ya que son mucho más sensibles que otras poblaciones. Esto las hace buenas indicadoras ambientales.

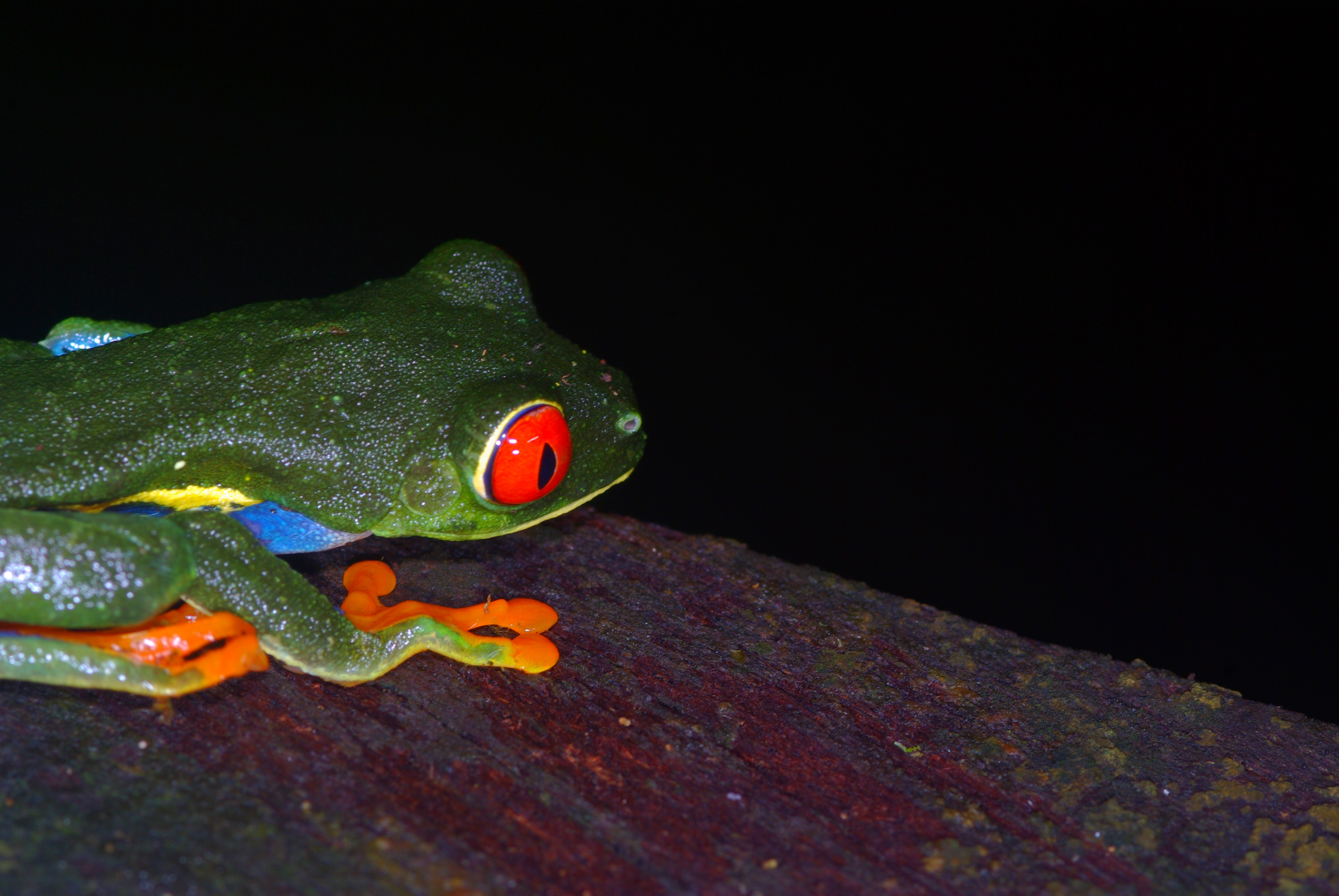
Agalychnis callidryas. Estación biológica La Selva, Costa Rica.

## En la cultura popular
En Costa Rica, esta especie de rana aparece en el logotipo de Kolbi, operador de telefonía celular del Instituto Costarricense de Electricidad (ICE).